# Janin (województwo pomorskie)
Janin – wieś kociewska w Polsce położona w województwie pomorskim, w powiecie starogardzkim, w gminie Starogard Gdański.
W latach 1975–1998 miejscowość administracyjnie należała do województwa gdańskiego.
Inne miejscowości z prefiksem Janin w nazwie: Janina, Janinów